# Pion Labs
PION Labs é uma empresa privada brasileira de engenharia aeroespacial e exploração espacial fundada em 2019 pelos engenheiros Calvin Souto Trubiene, Gabriel Lopes Yamato e João Pedro Vilas Boas Silva.
Em 2019, foi feito o primeiro voo do foguete Quark, composto por um motor de propelente híbrido com sistema de auto pressurização. O lançamento ocorreu com sucesso provando a capacidade da empresa em realizar operações completas de lançamento incluindo o carregamento de tanques de oxidante criogênico de forma remota, desacoplamento das linhas de líquidos, ignição remota e telemetria.
Em 2022, a PION levou um satélite do tipo PocketQube, chamado PION-BR1, a órbita terrestre baixa usando um foguete Falcon 9 numa missão do tipo rideshare chamada Transporter 3.
Em 08 de dezembro de 2023, a empresa realizou com sucesso o lançamento do foguete de sondagem PESL (da sigla em inglês PION Educational Satellite Launcher) com sete satélites educacionais a partir do Centro de Lançamento da Barreira do inferno (CLBI). Esse foi o primeiro lançamento realizado inteiramente por uma startup brasileira a partir de um centro de lançamento brasileiro. Essa missão marcou também a primeira operação de recuperação de um foguete no Brasil, que contou com apoio da Força Aérea Brasileira e da Marina do Brasil.
A PION é a realizadora do evento internacional Latin American Space Challenge (LASC), que possui o foco no desenvolvimento de recursos humanos para o setor espacial, considerado a maior competição experimental de engenharia de foguetes e satélites da América Latina.

## Missões
| Tipo                   | Nome da Missão | Objetivo | Data                   | Resultado |
| ---------------------- | -------------- | --- | ---------------------- | --------- |
| Foguete de Sondagem    | Quark/Gluon    | Realizar o carregamento com oxidante líquido e o lançamento de teste com sucesso, incluindo desempenho nominal de todos os subsistemas do foguete.                                                                                 | 19 de maio de 2019     | Sucesso   |
| Satélite PocketQube 1P | PION-BR1       | Testar a tecnologia do satélite e seus módulos em órbita, incluindo sistemas de comunicação e servir de plataforma educacional. | 13 de janeiro de 2022  | Sucesso   |
| Foguete de Sondagem    | OBSAT 2023     | Lançamento com sucesso do foguete de sondagem PESL com sete satélites educacionais. Realização da recuperação de equipamentos do foguete em alto mar.                                                                              | 08 de dezembro de 2023 | Sucesso   |
| Satélite CubeSat 1U    | PION-BR2       | Testar a tecnologia do satélite e seus módulos em órbita, incluindo sistemas de comunicação. Servir de plataforma educacional com a transmissão de mensagens pré-gravadas por comunidades quilombolas da região de Alcântara (MA). | Em desenvolvimento     | Planejado |